# استفان همسلی
استفان همسلی (به انگلیسی: Stephen Hemsley) (زاده ۱۹۵۲) کارآفرین و مدیر ارشد اجرایی آمریکایی است، که در حال حاضر به‌عنوان مدیر عامل اجرایی شرکت یونایتدهلت گروپ فعالیت می‌نماید.